# Белгард ан Диоа
Белгард ан Диоа (фр. Bellegarde-en-Diois) насеље је и општина у источној Француској у региону Рона-Алпи, у департману Дром која припада префектури Ди.
По подацима из 2011. године у општини је живело 75 становника, а густина насељености је износила 2,88 становника/km². Општина се простире на површини од 26,04 km². Налази се на средњој надморској висини од 851 метар (максималној 1.406 m, а минималној 797 m).

## Демографија
| 1962. | 1968. | 1975. | 1982. | 1990. | 1999. | 2011. |
| ----- | ----- | ----- | ----- | ----- | ----- | ----- |
| 44    | 73    | 61    | 77    | 73    | 63    | 75    |

График промене броја становника у току последњих година